# Єлизавета Савойська
Єлизавета Савойська-Кариньяно (італ. Elisabetta di Savoia-Carignano, фр. Élisabeth de Savoie-Carignan), повне ім'я Марія Франческа Єлизавета Шарлотта Джузеппіна Савойська-Кариньяно, італ. Maria Francesca Elisabetta Carlotta Giuseppina di Savoia-Carignano; 13 квітня 1800 — 25 грудня 1856) — принцеса Савойська-Кариньяно, донька принца Карла Еммануїла Савойського-Кариньяно та саксонської принцеси Марії Крістіни, дружина ерцгерцога Австрійського Райнера Йосипа, матір королеви Сардинії Марії Аделаїди.

## Біографія
Єлизавета народилась 13 квітня 1800 року в Парижі. Вона була єдиною донькою та другою дитиною в родині принца Карла Еммануїла Савойського-Кариньяно та його дружини Марії Крістіни Саксонської. Батько воював проти Франції під час війни першої коаліції. 1799 року його із родиною вивезли до Франції, де вони мешкали під домашнім арештом у скромному житлі в передмісті Парижу Шайо. За чотири місяці після народження доньки Карл Еммануїл пішов з життя у віці 29 років.
Після його смерті сім'я певний час жила у Парижі та Женеві. Невдовзі матір зійшлася із юним маркізом де Румоном, від якого народила двох дітей, після чого пара взяла шлюб у 1810 році в Парижі. У шлюбі Марія Крістіна мала ще трьох дітей.
Єлизавета у віці 20 років одружилася із 36-річним ерцгерцогом Райнером Йосипом Австрійським. Весілля відбулося 28 травня 1820 у Празі. Наречений вже певний час займав посаду віце-короля Ломбардо-Венеційського королівства. У подружжя з'явилося восьмеро дітей:
Основною резиденцією родини був королівський палац у Мілані. Літній час проводили на віллі у Монці, де Райнер віддавався своїй пристрасті до ботаніки.
Як віцекоролева, адміністративних обов'язків Єлизавета не мала, однак виконувала церемоніальні функції. Також опікувалася закладами для дітей, робітними домами та шпиталями.
У січні 1848 року подружжя виїхало до Відня. За три місяці почалася Австро-італійська війна. До Італії вони більше не поверталися. Оселилися в Південному Тиролі, м'який клімат якого був до вподоби Райнеру. Там вони вели усамітнене життя як приватні особи до самої смерті ерцгерцога у січні 1853 року.
Єлизавета пережила чоловіка майже на чотири роки і померла від сухот в день Різдва 1856 року. Похована поруч із ним у крипті під головним вівтарем Катедрального собору Больцано.

## Титули
- 13 квітня 1800 — 28 травня 1820 — Її Високість Принцеса Єлизавета Савойська;
- 28 травня 1820 — 25 грудня 1856 — Її Імператорська та Королівська Високість Ерцгерцогиня Єлизавета Австрійська

## Нагороди
- Орден Зіркового хреста (Австрійська імперія)̥;
- Орден Святої Єлизавети Баварської (Баварське королівство);
- Великий хрест ордену Святої Катерини (Російська імперія)̥, (5 жовтня 1845).

## Родина

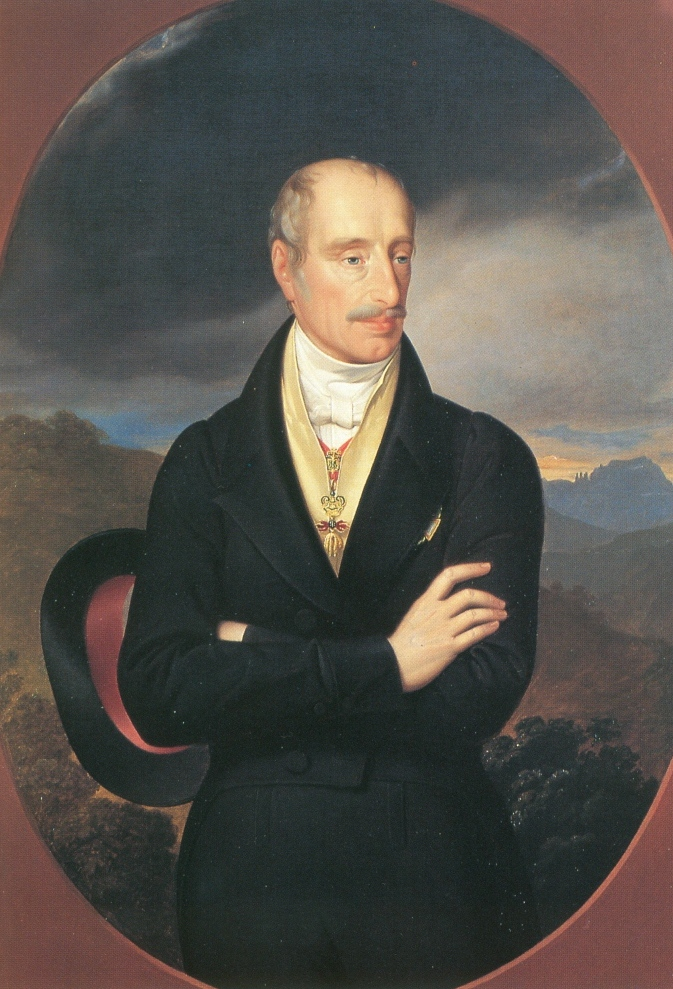
Райнер Австрійський

Чоловік —  Райнер Йосип, ерцгерцог Австрійський
Діти:
- Марія Кароліна (1821—1844) — одружена не була, дітей не мала;
- Адельгейда (1822—1855) — дружина короля Сардинії Віктора Емануїла II, мала восьмеро дітей;
- Леопольд Людвіг (1823—1898) — ерцгерцог Австрійський, фельдмаршал-лейтенант, одруженим не був, дітей не мав;
- Ернст Карл (1824—1899) — ерцгерцог Австрійський, генерал від кавалерії, був одруженим із угорською шляхтянкою Лаурою Скубліч фон Веліке та Бессеньйо, мав четверо дітей;
- Сигізмунд Леопольд (1826—1891) — ерцгерцог Австрійський, фельдмаршал-лейтенант, одруженим не був, дітей не мав;
- Райнер Фердинанд (1827—1913) — ерцгерцог Австрійський, генерал піхоти, голова Ради міністрів Австрійської імперії у 1861—1865 роках, був одруженим з ерцгерцогинею Марією Кароліною Австрійською, дітей не мали;
- Генріх Антон (1828—1891) — ерцгерцог Австрійський,[7]фельдмаршал-лейтенант, узяв морганатичний шлюб із співачкою Леопольдіною Гоффман, мав єдину доньку;
- Максиміліан Карл (1830—1839) — ерцгерцог Австрійський, прожив 9 років.